# モントリオール・アルエッツ
モントリオール・アルエッツ（英語: Montreal Alouettes、フランス語: Alouettes de Montréal）は、カナダのケベック州モントリオールを本拠地とするプロチーム。CFLのイースト・ディビジョン（東地区）に属する。
現在のアルエッツは、1996年にボルチモア・スタリオンズがモントリオールに移動し、1946年に創設されたモントリオール・アルエッツを名乗って誕生した。本拠地スタジアムは、レギュラーシーズン中はモルソン・スタジアム、プレイオフはオリンピック・スタジアムである。グレイ・カップ優勝歴は、初代アルエッツ、ボルチモア時代も合わせて、通算5回。

## 過去の所属選手
- ビリー・ジョンソン（英語版）
- ヴィンス・フェラガモ（英語版）
- スコット・マクブライエン
- トロイ・スミス（英語版）
- チャド・ジョンソン
- フィリップ・ブレイク
- クリス・レイニー
- ローレンス・オコイエ
- T・J・グレアム
- ジョニー・マンジール（英語版）